# Причіп
При́чіп — транспортний засіб, призначений для руху тільки в з'єднанні з іншим транспортним засобом. До цього виду транспортних засобів належать також напівпричепи і причепи-розпуски.

## Види причепів

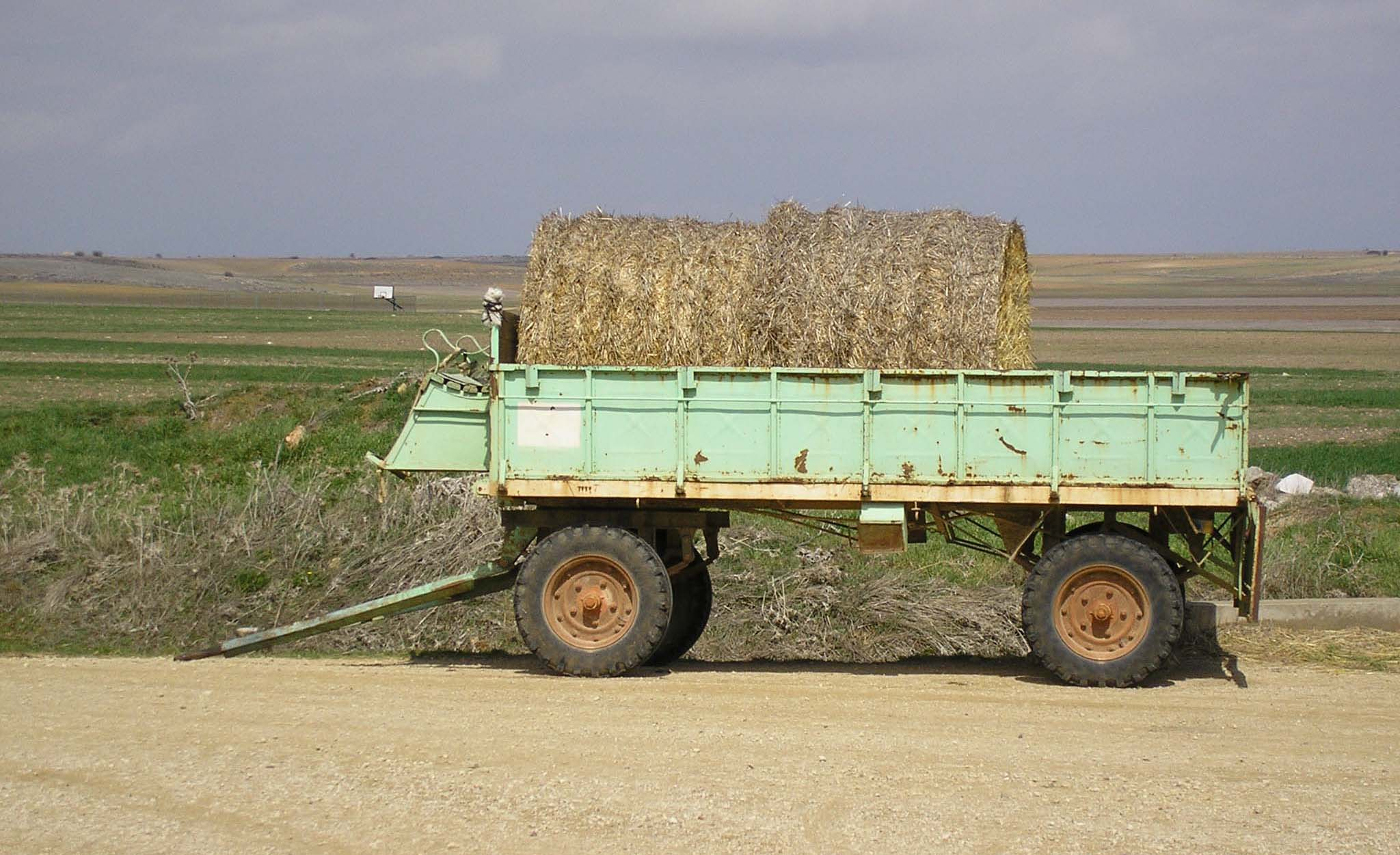
Причіп трактора

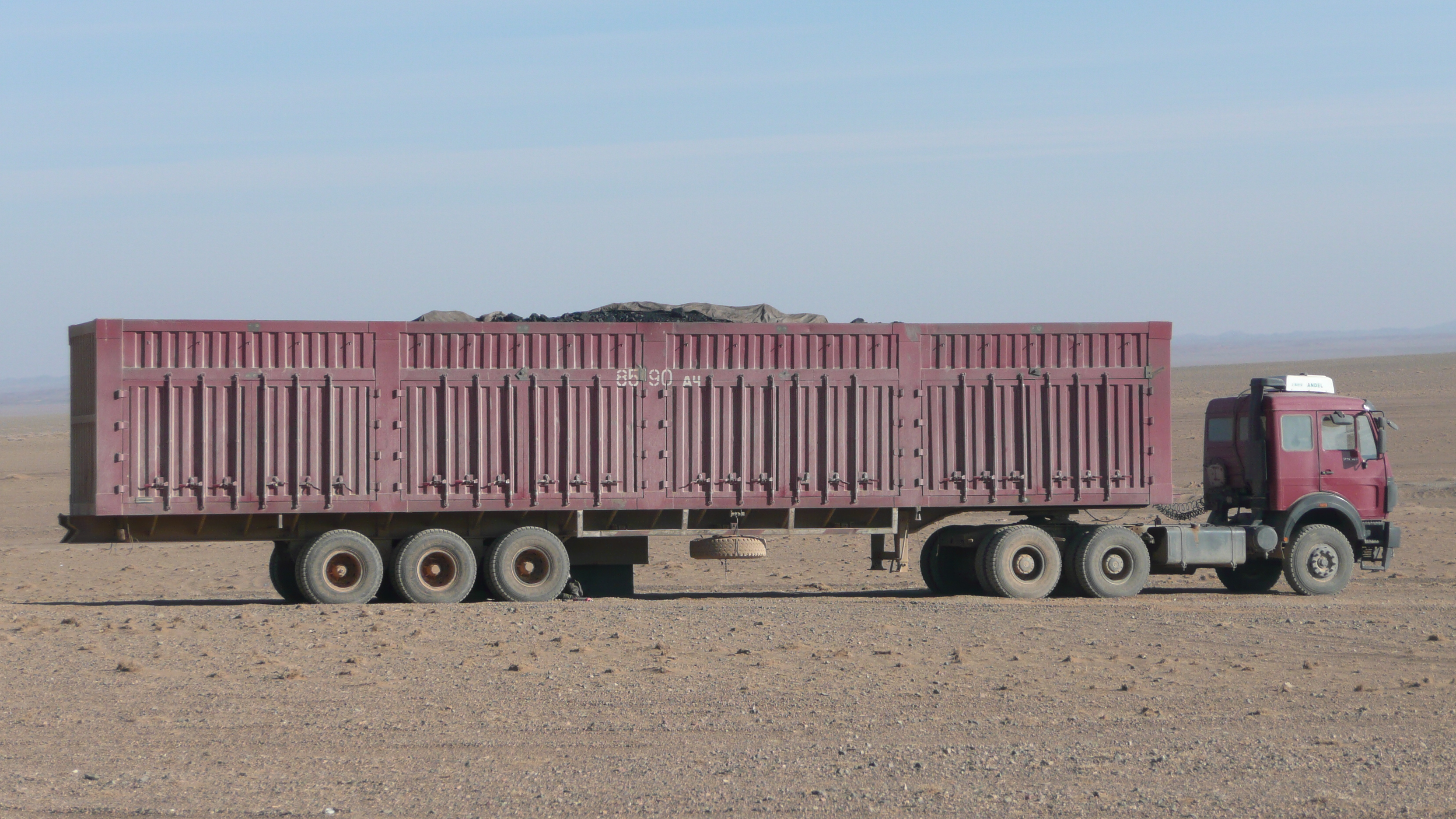
Напівпричіп з сідловим тягачем

Причепи поділяють з розподілу ваги навантаження між тягачем і причепом:
- Причіп є самодостатнім транспортним засобом і може чіплятися до будь-яких тягачів за допомогою дишля через зчіпний пристрій (наприклад, системи «гак-петля», «європетля», зчіпну кулю). Вага вантажу передається на дорогу через опорну раму причепа і далі виключно через його власні колеса; зв'язок причепа з тягачем використовується тільки для передачі тягового зусилля.
- Напівпричіп агрегатується зі спеціалізованим сідловим тягачем через зчіпний пристрій («сідло») тягача за допомогою зчіпного шворня. Вага вантажу повністю передається опорній рамі причепа, а далі розподіляється між власними колесами напівпричепа і колесами тягача. Зв'язок причепа з тягачем використовується як для передачі цього навантаження, так і тягового зусилля. Напівпричіп не здатний пересуватися, не будучи пов'язаним з тягачем; для забезпечення його стійкості на цей час він забезпечується відкидними або висувними стійками.
- Розпуск є гібридом причепа і напівпричепа і призначений для перевезення довгомірних вантажів у складі спеціального автопоїзда. Вантаж, що перевозиться спирається на спеціальні ложементи — т. зв. «Коники»: у передній частині — на коники тягача, в задній — на коники розпуску; при цьому вага вантажу частково передається тягачу, а частково — опорної рами і коліс розпуску. Для забезпечення передачі тягового зусилля розпуск обладнується дишлем постійної або змінної довжини; іноді роль дишля виконує сам довгомірний вантаж.

### Спеціальні причепи
- Причіп-дача
- Човновий причіп
- Велопричіп